# رایانامه‌نگاری متقلبانه
رایانامه‌نگاری متقلبانه یا نامه‌نگاری الکترونیکی جاعلانه (به انگلیسی: E-mail spoofing) به نامه‌نگاری‌هایی گفته می‌شود که در آن فرستندهٔ رایانامه سعی می‌کند با تغییر قسمت نشانی فرستنده (sender address) یا سایر قسمت‌های نامهٔ ارسالی چنین وانمود کند که منشاء نامه از جایی غیر از جای اصلی آن می‌باشد. این تکنیک معمولاً در ارسال نامه‌های هرزنامه (spam) و همچنین فیشینگ (Fishing) برای پنهان کردن مبدأ ارسال رایانامه مورد استفاده قرار می‌گیرد.
با تغییر ویژگی‌های مشخصی از نامه مثل نشانی فرستنده، مسیر بازگشت و نشانی پاسخ‌دهی که در سرآیند (Header) پیام تنظیم می‌شوند، کاربران بدنیت می‌توانند رایانامه را از جانب شخص دیگری جلوه دهند. نتیجه اینکه اگرچه به نظر می‌رسد رایانامه از جانب شخص خاصی است که نام او در سرآیند نامه ذکر شده، اما در واقع از جانب شخص دیگری ارسال گردیده‌است.
گاهی از اوقات به ویژه وقتی هرزنامه نیاز به پاسخ از سوی کاربر داشته باشد، نشانی فرستنده واقعی در قسمت نشانی پاسخ‌دهی قرار داده می‌شود؛ که در این صورت اگر گیرندهٔ رایانامه بخواهد به آن پاسخ دهد، رایانامهٔ او به نشانی پاسخ‌دهی یعنی فرستندهٔ اصلی رایانامه ارسال می‌شود.
این نکته یکی از نکاتی است که در شناسایی این گونه رایانامه‌ها و نگارندگان آن‌ها مورد استفاده قرار می‌گیرد.